# العلاقات الإسرائيلية البوليفية
العلاقات البوليفية الإسرائيلية هي العلاقات الدبلوماسية الرسمية بين بوليفيا وإسرائيل. تأسست العلاقات الدبلوماسية بين البلدين لأول مرة في عام 1950، إلا أنها قطعت واستأنفت عدة مرات بسبب معارضة بوليفيا للعمليات العسكرية الإسرائيلية في قطاع غزة ضد المدنيين الفلسطينيين منذ العقد الأول من القرن الحادي والعشرين، تأثرت العلاقات بين البلدين إلى حد كبير بموقف الحكومات اليسارية في بوليفيا من الصراع الإسرائيلي الفلسطيني.
قطعت بوليفيا علاقاتها مع إسرائيل لأول مرة في عام 2009 بعد "عملية الرصاص المصبوب"، ومرة أخرى في عام 2023 بعد الحرب بين إسرائيل وحماس عام 2023، بعد أن استأنفت لفترة وجيزة في عام 2019. واعتبارًا من 31 أكتوبر 2023، لا توجد علاقات دبلوماسية رسمية بين دولة إسرائيل وبوليفيا.

## مقارنة بين البلدين
هذه مقارنة عامة ومرجعية للدولتين:
| وجه المقارنة                                              | إسرائيل                                                             | بوليفيا                                          |
| --------------------------------------------------------- | ------------------------------------------------------------------- | ------------------------------------------------ |
| المساحة (كم2)                                             | 20.77 ألف                                                           | 1.10 مليون                                       |
| عدد السكان (نسمة)                                         | 8.89 مليون                                                          | 11.05 مليون                                      |
| الكثافة السكانية (ن./كم²)                                 | 428.02                                                              | 10.05                                            |
| العاصمة                                                   | القدس                                                               | سوكري، لاباز                                     |
| اللغة الرسمية                                             | اللغة العبرية، اللغة العربية                                        | اللغة الإسبانية، اللغة الأيمرية، كتشوا، غوارانية |
| العملة                                                    | شيكل إسرائيلي جديد، شيكل إسرائيلي قديم، جنيه فلسطيني، جنيه إسرائيلي | بوليفاريو بوليفي                                 |
| الناتج المحلي الإجمالي (بليون دولار)                      | 350.85 مليار                                                        | 37.51 مليار                                      |
| الناتج المحلي الإجمالي (تعادل القوة الشرائية) بليون دولار | 306.51 مليار                                                        | 74.58 مليار                                      |
| الناتج المحلي الإجمالي الاسمي للفرد دولار أمريكي          | 35.73 ألف                                                           | 3.08 ألف                                         |
| الناتج المحلي الإجمالي للفرد دولار أمريكي                 | 36.58 ألف                                                           | 6.63 ألف                                         |
| مؤشر التنمية البشرية                                      | 0.899                                                               | 0.662                                            |
| رمز المكالمات الدولي                                      | +972                                                                | +591                                             |
| رمز الإنترنت                                              | .il                                                                 | .bo                                              |
| المنطقة الزمنية                                           | توقيت إسرائيل، Israel Summer Time ‏                                  | 00                                               |

## منظمات دولية مشتركة
يشترك البلدان في عضوية مجموعة من المنظمات الدولية، منها:
| علم المنظمة | اسم المنظمة                        | تاريخ انضمام إسرائيل | تاريخ انضمام بوليفيا |
| ----------- | ---------------------------------- | -------------------- | -------------------- |
|             | الاتحاد البريدي العالمي            | ?                    | ?                    |
|             | مؤسسة التنمية الدولية              | 22 ديسمبر 1960       | 21 يونيو 1961        |
|             | منظمة التجارة العالمية             | 21 أبريل 1995        | 12 سبتمبر 1995       |
|             | الأمم المتحدة                      | 11 مايو 1949         | 14 نوفمبر 1945       |
|             | وكالة ضمان الاستثمار متعدد الأطراف | 21 مايو 1992         | 3 أكتوبر 1991        |
|             | منظمة الشرطة الجنائية الدولية      | ?                    | ?                    |
|             | مؤسسة التمويل الدولية              | 26 سبتمبر 1956       | 20 يوليو 1956        |
|             | البنك الدولي للإنشاء والتعمير      | 12 يوليو 1954        | 27 ديسمبر 1945       |
|             | الاتحاد الدولي للاتصالات           | 24 يونيو 1948        | 1 يونيو 1907         |
|             | يونسكو                             | 16 سبتمبر 1949       | 13 نوفمبر 1946       |

## اضطراب العلاقات
في أكتوبر 2023 بعد الحرب بين إسرائيل وحماس، قالت بوليفيا يوم الثلاثاء 31 اكتوبر 2023 إنها قطعت علاقاتها الدبلوماسية مع إسرائيل بسبب هجماتها على قطاع غزة.
حيث تجسد إعلان الحكومة البوليفية بقطع جميع العلاقات الدبلوماسية مع إسرائيل، متهمة إسرائيل بارتكاب جرائم ضد الإنسانية في هجماتها على قطاع غزة. وقال نائب وزير الخارجية فريدي ماماني في مؤتمر صحفي بثه التلفزيون البوليفي:"الحكومة البوليفية قطعت علاقاتها الدبلوماسية مع إسرائيل".
وأضاف ماماني: "تدين بوليفيا الأعمال العدوانية والجرائم ضد الإنسانية التي ترتكبها إسرائيل في هجماتها على قطاع غزة، وتصفها بأنها تهديد للسلام والاستقرار الدوليين".
ودعت وزيرة الرئاسة البوليفية ماريا نيلا برادا، خلال المؤتمر، إلى وقف الهجمات في قطاع غزة التي أدت بالفعل إلى سقوط آلاف الضحايا المدنيين مطالبة بوقف التهجير القسري للفلسطينيين، والجرائم ضد الإنسانية التي ترتكب في قطاع غزة. وتأتي الخطوة بعدما انتقد الرئيس البوليفي السابق إيفو مورالس، موقف حكومة بلاده من التصعيد الإسرائيلي في غزة، داعيا في منشور على حسابه بمنصة "إكس" إلى قطع العلاقات مع إسرائيل، وذلك "بسبب الوضع المروع الذي يواجهه الشعب الفلسطيني".
وجدير بالذكر، أن هذه ليست المرة الأولى التي تقطع بوليفيا علاقاتها الدبلوماسية مع إسرائيل، إذ أنها أقدمت على هذه الخطوة عام 2009 احتجاجا على الهجمات الإسرائيلية على قطاع غزة. وفي عام 2020، أعادت حكومة الرئيسة جانين أنييز آنذاك العلاقات بين البلدين. هذا وتستمر الحرب الإسرائيلية على غزة ما أسفر عن مقتل أكثر 8500 شخص في حصيلة مرشحة للارتفاع كل دقيقة، بالإضافة إلى جرح وتشريد مئات الآلاف في القطاع. وأفادت وزارة الصحة في غزة أن حصيلة الغارات الإسرائيلية على مخيم جباليا "تجاوزت 400 شهيد وجريح" وأن كثيرين من سكان المربع السكني المستهدف ما زالوا تحت الأنقاض. وقال شهود عيان إن "مجزرة كبيرة حدثت في مخيم جباليا" الذي يضم اكبر كثافة سكانية في القطاع. جدير بالذكر أن الجيش الإسرائيلي أعلن مساء الجمعة الماضي توسيع عملياته البرية في داخل الأراضي الفلسطينية بقطاع غزة، مطلقا هجمات جوية ضخمة وعنيفة استهدفت مناطق شمال وشرق قطاع غزة.

## وصلات خارجية
- موقع وزارة الخارجية الإسرائيلية
- موقع وزارة الخارجية البوليفية